# Exo Chambly-Richelieu-Carignan
Exo Chambly-Richelieu-Carignan est une constituante de l'organisme Exo assurant le service de transport en commun sur le territoire des villes de Chambly, Richelieu et Carignan en Montérégie au Québec (Canada). Avant le 1er juin 2017, l'organisme se nommait le Conseil intermunicipal Chambly-Richelieu-Carignan avec l'identité de marque BLUS. Depuis cette date, l'organisme est intégré au Réseau de transport métropolitain qui utilise l'identité de marque Exo à partir du 23 mai 2018.
En 2020, Exo amorce la refonte des services d'autobus d'Exo Chambly-Richelieu-Carignan, simultanément à ceux d'Exo Le Richelain et d'Exo Roussillon, et ce, en vue de l'arrivée prochaine du Réseau express métropolitain.

## Circuits
| No.             | Nom de la ligne                                          | Terminus                    | Terminus | Terminus                       | Description                 | Opération                           |
| --------------- | -------------------------------------------------------- | --------------------------- | -------- | ------------------------------ | --------------------------- | ----------------------------------- |
| 10              | Brassard - Lebel - Fréchette                             | Chambly                     | ↔        | Chambly                        |                             | Lundi au vendredi. Pointe AM et PM. |
| 11              | Fréchette - Anne-le-Seigneur - Kent - Michel Laguë       | Chambly                     | ↔        | Chambly                        |                             | Lundi au vendredi. Pointe AM et PM. |
| 12              | Brassard - Salaberry - Bourgogne - Brassard              | Chambly                     | ↔        | Chambly                        |                             | Lundi au vendredi. Pointe AM et PM. |
| 13              | Fréchette - Gentilly - Franquet - Scheffer - Fonrouge    | Chambly                     | ↔        | Chambly                        |                             | Lundi au vendredi. Pointe AM et PM. |
| 14              | Fréchette - Franquet - Industriel - CLSC Richelieu       | Chambly                     | ↔        | Chambly                        | via Richelieu               | Lundi au vendredi. Pointe AM et PM. |
| 15              | Chambly (Franquet - Industriel), Richelieu et Marieville | Chambly                     | ↔        | Chambly                        | via Richelieu et Marieville | Lundi au vendredi. Pointe AM et PM. |
| 16              | Incitatif de Chambly / Brassard / Carignan               | Chambly                     | ↔        | Carignan                       |                             | Lundi au vendredi. Pointe AM et PM. |
| 20              | Chambly - Richelieu                                      | Chambly                     | ↔        | Chambly                        | via Richelieu               | Toute la semaine.                   |
| 450             | Express Saint-Jean-sur-Richelieu                         | Chambly                     | ↔        | Cégep Saint-Jean-sur-Richelieu |                             | Lundi au vendredi. Pointe AM et PM. |
| 500             | Express Marieville-Richelieu-TCV                         | Richelieu                   | ↔        | Terminus Centre-Ville          | Terminus Mansfield en PM    | Lundi au vendredi. Pointe AM et PM. |
| 600             | Express Carignan-TCV                                     | Carignan                    | ↔        | Terminus Centre-Ville          | Terminus Mansfield en PM    | Lundi au vendredi. Pointe AM et PM. |
| 300 301         | Longueuil                                                | Chambly                     | ↔        | Longueuil                      |                             | Lundi au vendredi.                  |
| 302             | Chambly - Longueil                                       | Chambly                     | ↔        | Longueuil                      |                             | Toute la semaine.                   |
| 400 401         | Express Chambly - Montréal                               | Chambly                     | ↔        | Terminus Centre-Ville          |                             | Toute la semaine.                   |
| T1              | Secteur Bouthillier-lareau                               | Carignan                    | ↔        | Carignan                       | Service sur réservation     | Lundi au vendredi. Pointe AM et PM. |
| T2              | Secteur Hôtel-de-Ville - Bachand                         | Carignan                    | ↔        | Carignan                       | Service sur réservation     | Lundi au vendredi.                  |
| T3              | Secteur île Goyer                                        | Chambly                     | ↔        | Chambly                        | Service sur réservation     | Lundi au vendredi.                  |
| T4              | Secteur Île Demers et aux lièvres                        | Chambly                     | ↔        | Chambly                        | Service sur réservation     | Lundi au vendredi.                  |
| T5              | Secteur Bellerive - Gilbert Martel - Henriette           | Chambly                     | ↔        | Chambly                        | Service sur réservation     | Lundi au vendredi.                  |
| T6              | Secteur Saint-Mathias-sur-Richelieu                      | Saint-Mathias-sur-Richelieu | ↔        | Chambly                        |                             | Lundi au vendredi. Pointe AM et PM. |
| T7              | Secteur Charles LeMoyne                                  | Chambly                     | ↔        | Chambly                        |                             | Lundi au vendredi. Pointe AM et PM. |
| T9              | Secteur Joseph Bresse, Daigneault et Martel              | Chambly                     | ↔        | Chambly                        | Service sur réservation     | Lundi au vendredi. Pointe AM et PM. |
| Horaire complet |                                                          |                             |          |                                |                             |                                     |